# Fortune Tiger
Fortune Tiger (conhecido popularmente como Jogo do Tigre ou Jogo do Tigrinho) é um jogo de apostas e cassino online caracterizado como jogo de azar, desenvolvido pela empresa maltesa PG Soft.
O sistema de Fortune Tiger é hospedado fora do Brasil e a organização que desenvolveu o jogo não possui registro no país.

## Descrição
Houve rumores de que o Fortune Tiger oferece ganhos substanciais em um curto período de tempo pela internet. Isso criou uma enorme popularidade para o jogo. Aplicativos falsos foram criados onde várias pessoas perderam seu dinheiro com base em informações incorretas sobre o jogo.  O jogo legal que é oferecido em cassinos online licenciados no Brasil é criado pela PG Soft, uma empresa europeia com sede em Malta. Tornou-se popular no Brasil em 2023. Influenciadores eram pagos para divulgar o jogo. Houve mais de 700.000 pesquisas mensais no Google no auge da popularidade do Fortune Tiger. Há relatos de pessoas que cometeram suicídio após perder grandes quantias de dinheiro no jogo. Em setembro de 2023, foi retirado da Play Store.

## Investigações e prisões

### 2023
Foi alvo de reportagem no Fantástico, programa da TV Globo, em 3 de dezembro de 2023. A Polícia Civil do Paraná deteve três indivíduos em uma ação contra uma organização criminosa relacionada ao jogo.
No dia 26 de setembro de 2023, a influenciadora Skarlete Melo teve bens apreendidos pois estaria tendo ganhos "anormais" ao divulgar jogo de azar nas redes sociais. Em 18 de dezembro, a Polícia Federal prendeu os influenciadores Lucas Lobo, Ingrid Silva, Noelle Araújo, Suzana Araújo, Jamilly Ipiranga e um influenciador que se apresenta como 'Mago das Unhas', acusados de promover o jogo em suas redes sociais. Também foram presos em 2024 os pais de Skarlete Mello durante a terceira fase da operação Quebrando a Banca da Polícia Civil, na qual organizações ilegais de jogos azar foram investigadas.

### 2024
Em maio de 2024, a Polícia Civil do Paraná divulgou um cartaz do influenciador paranaense Eduardo Felipe Campelo, suspeito de lesar vítimas com jogos de azar online. Segundo a polícia, ele está foragido em Dubai, nos Emirados Árabes Unidos. Além de entrar na lista paranaense de foragidos, a Polícia Civil pediu a inclusão do nome de Eduardo Campelo na Interpol.
Em 14 de maio, um influenciador de Juiz de Fora e uma influenciadora de Leopoldina, de 22 e 21 anos, respectivamente, foram presos em Serra, no Espírito Santo, durante a Operação Tyche, que investiga movimentações relacionadas a jogos de azar digitais, a exemplo do Jogo do Tigrinho. Os suspeitos, que haviam fugido para Maceió e depois para Serra, foram detidos em flagrante em um condomínio de luxo na cidade capixaba. Uma vida de luxo ostentada para aproximadamente 1 milhão de seguidores nas redes sociais, que acabou chamando atenção da polícia e resultando na Operação 'Tyche', que prendeu dois influencers. Com viagens para vários países, carros caros, os dois levavam uma vida luxuosa e tinham mais de R$ 30 milhões em bens.
Em junho de 2024, os usuários do WhatsApp reclamaram de serem inseridos sem querer em grupos e comunidades do WhatsApp que promovem o Jogo do Tigrinho.
Em 9 de julho, o corpo do mecânico Marcos Roberto Machado, de 52 anos, foi encontrado em decomposição dentro de um carro, em uma área de mata densa da rodovia, na rodovia BR-163, em Diamantino, a 299 km de Cuiabá. À polícia, a família disse que a vítima tinha uma suposta dívida de 200 mil reais com um agiota por causa de apostas no Jogo do Tigrinho, que ele acabou perdendo. Segundo a Polícia Civil, a vítima estava desaparecida desde o dia 21 de maio.
Em julho de 2024, a reportagem do portal G1 mostrou que as lives com dezenas de horas de duração sobre o Jogo do Tigrinho têm surgido diariamente em canais populares de YouTube sem qualquer relação com o assunto, como culinária, música e jogos infantis. No mesmo mês, o Governo Lula decidiu avaliar regulamentação para que o jogo funcione em território nacional de forma legalizada.
Em 31 de julho, o Ministério da Fazenda do Governo Lula publicou uma portaria que define regras para caça-níqueis (slots), jogos de colisão (crash), roletas, blackjack, dados e outras modalidades de apostas online.
Em 1 de agosto, o Ministério da Fazenda proibiu as propagandas com influenciadores e celebridades que apresentem apostas online como meio para melhorar de vida. As celebridades e outros envolvidos podem ser punidos com advertência ou multa que vai de 50 mil reais a 2 bilhões de reais em caso de irregularidades.
Em 4 de setembro, a advogada Deolane Bezerra foi presa durante a operação "Integration", conduzida pela Polícia Civil de Pernambuco, sob suspeita de envolvimento com jogos de azar ilegais. Poucos meses antes, a advogada havia feito vídeo jogando o Jogo do Tigrinho em uma geladeira avaliada em 30 mil reais. Na mesma data, o avião do cantor Gusttavo Lima foi apreendido como parte da operação, que teria sido usada para a evasão de investigados.
Em 9 de setembro, a Justiça de São Paulo mandou a Agência Nacional de Telecomunicações (Anatel) tirar do ar 15 sites ligados à exploração de jogos de azar virtuais, como o "Jogo do Tigrinho", entre outros. O juiz da 35ª Vara Cível da Capital apontou que jogos do tipo “caça-níquel”, hospedados em sites clandestinos e não auditáveis, causam à população notórios efeitos negativos.
Em 14 de setembro, um homem, de 30 anos, foi preso como suspeito de matar Maria Eduarda Souza, de 34, em Campo Grande. Segundo a investigação, a mulher foi esfaqueada e morta durante uma discussão por causa de uma dívida no "Jogo do Tigrinho", na madrugada do dia 23 de julho.
Em 23 de setembro, o cantor Gusttavo Lima teve a prisão preventiva declarada como parte da Operação Integration. A defesa do cantor afirma que a aeronave apreendida antes já havia sido vendida e que não há motivos para a prisão, mesmo que ele seja garoto-propaganda da empresa investigada VaideBet. Segundo investigações, o jogo também pode ser usado para esquemas de lavagem de dinheiro do jogo do bicho.
Em 4 de Novembro, um homem de 26 anos do Piauí teria desviado cerca de R$ 500.000 da empresa onde trabalhava, no município de Baixa Grande do Ribeiro, para aplicar no caça-níquel online Fortune Tiger, popularmente conhecido no Brasil como "jogo do tigrinho". O jovem que já era funcionário a quatro anos e que não teve a identidade revelada, afirmou que entrou na plataforma para obter lucro, porém, todas as apostas feitas eram perdidas para a máquina. Assim, na tentativa de reverter a situação, ele teria se juntado a outros colegas para cometer o ato, que logo foi descoberto pela própria empresa.
Segundo a Policia Civil do estado do Piaui, a empresa teria feito uma denuncia contra o homem, que decidiu assumir o crime para evitar ser preso. Dessa forma, ele acabou confessando que realizou o ato e colaborou com as investigações feitas. Segundo o delegado do caso, Marcos Halan, o jovem pretende devolver o dinheiro desviado, afirmando que a família colocou um imóvel a venda para ajuda-lo e que R$ 200.000 já foram quitados. Entretanto, há divergências entre o funcionário e a empresa, do real valor que foi roubado, sendo que a parte acusadora afirma que teriam sido desviados R$ 600.000.

### 2025
Tudo isso ocorre devido a grande familiaridade do jogo com o vicio, fazendo pessoas de bem serem de forma compulsiva obrigadas a jogar, fazendo dividas e dividas.
Os caça-níqueis online, incluindo o "Tigrinho", utilizam um sistema chamado RTP (Return to Player), que define a porcentagem do dinheiro apostado que retorna aos jogadores. De acordo com a criadora PGSOFT, o RTP do Jogo do Tigrinho é de aproximadamente 96%, o que significa que, em média, a cada R$100 apostados, R$96 retornam aos jogadores. No entanto, dados frequentemente divulgados pela mídia indicam que essa porcentagem seria significativamente menor, em torno de 20%, o que pode contribuir para as perdas financeiras de alguns jogadores.
Em 7 de agosto de 2025, os influenciadores digitais, incluindo Bia Miranda, foram os alvos da Operação Desfortuna, da Polícia Civil do Rio de Janeiro, que investiga um esquema de promoção ilegal de jogos de azar on-line, como o Jogo do Tigrinho. A ação da operação aconteceu nos estados brasileiros do Rio de Janeiro, de São Paulo e de Minas Gerais. Anna Beatryz Miranda, conhecida como Bia Miranda, que participava do reality show A Fazenda 14 da RecordTV, foi um dos alvos da operação. O influenciador Mauricio Martins Junior, conhecido nas redes sociais como Maumau ZK, foi preso em Arujá, no estado de São Paulo, por posse ilegal de arma de fogo durante a Operação Desfortuna em 7 de agosto e foi solto após passar por audiência de custódia em Guarulhos no dia seguinte.